# DNAJC10
DNAJC10‏ (DnaJ heat shock protein family (Hsp40) member C10) هوَ بروتين يُشَفر بواسطة جين DNAJC10 في الإنسان.